# Milčice (Blatná)
Milčice jsou malá vesnice, část města Blatná v okrese Strakonice v Jihočeském kraji. Nachází se asi 6,5 kilometru jižně od Blatné. Milčice leží v katastrálním území Milčice u Čekanic o rozloze 2,24 km².

## Historie
První písemná zmínka o vesnici pochází z roku 1383.

## Obyvatelstvo
| Rok            | 1869 | 1880 | 1890 | 1900 | 1910 | 1921 | 1930 | 1950 | 1961 | 1970 | 1980 | 1991 | 2001 | 2011 | 2021 |
| -------------- | ---- | ---- | ---- | ---- | ---- | ---- | ---- | ---- | ---- | ---- | ---- | ---- | ---- | ---- | ---- |
| Počet obyvatel | 286  | 219  | 165  | 167  | 170  | 165  | 157  | 116  | 107  | 88   | 64   | 28   | 22   | 30   | 18   |
| Počet domů     | 30   | 31   | 32   | 32   | 31   | 31   | 31   | 31   | 29   | 23   | 22   | 28   | 30   | 13   | 31   |

## Obecní správa
Při sčítání lidu v letech 1850–1879 Milčice byly osadou obce Čekanice v okrese Blatná. V letech 1880–1960 byly samostatnou obcí v okrese Blatná. V letech 1961–1976 byly znovu částí obce Čekanice v okrese Strakonice. Od 1. dubna 1976 jsou částí města Blatná v okrese Strakonice.

## Pamětihodnosti
Dominantou vesnice je kaple svatého Jana Nepomuckého z roku 1846.

## Galerie

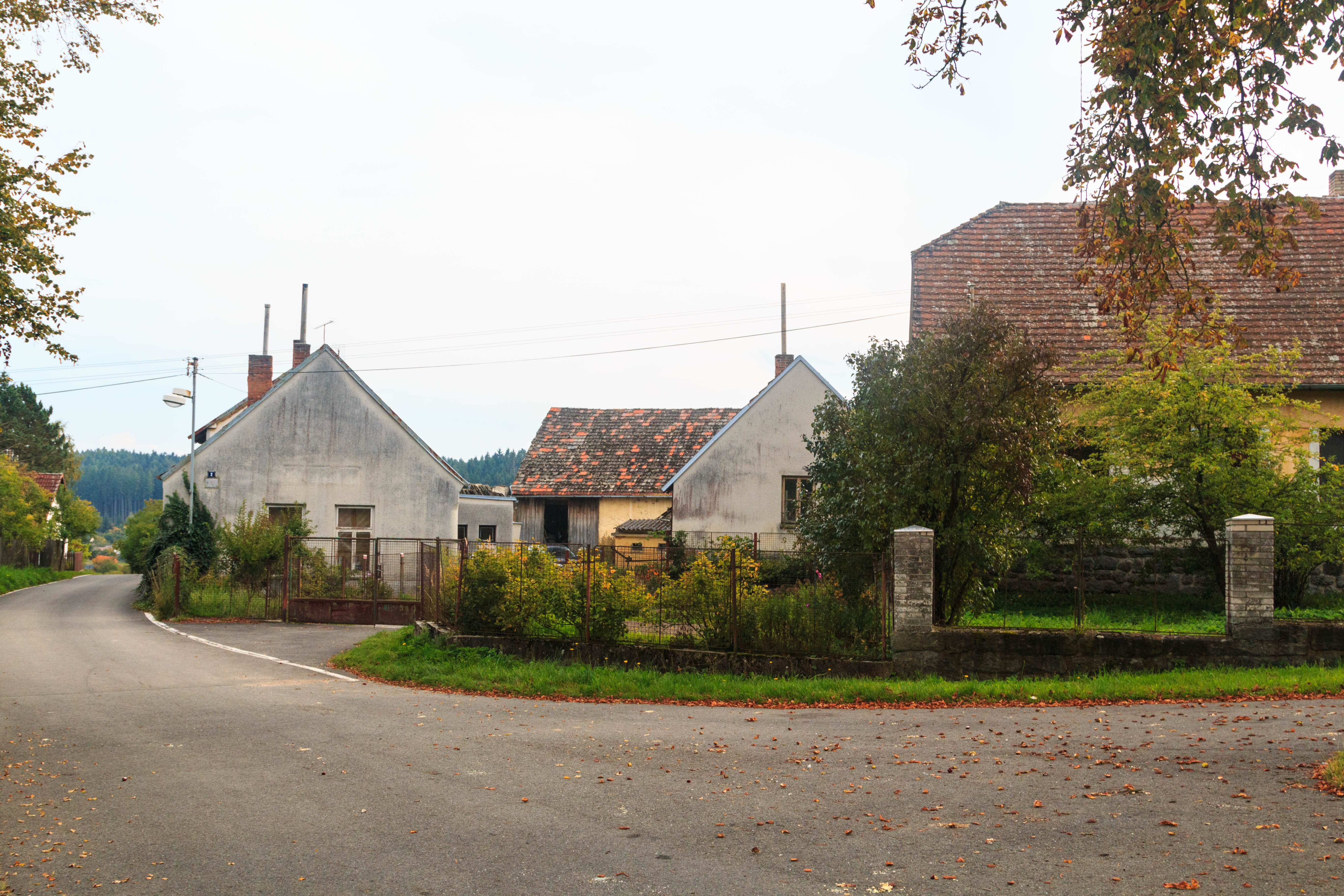
Milčice u Čekanic - čp. 2
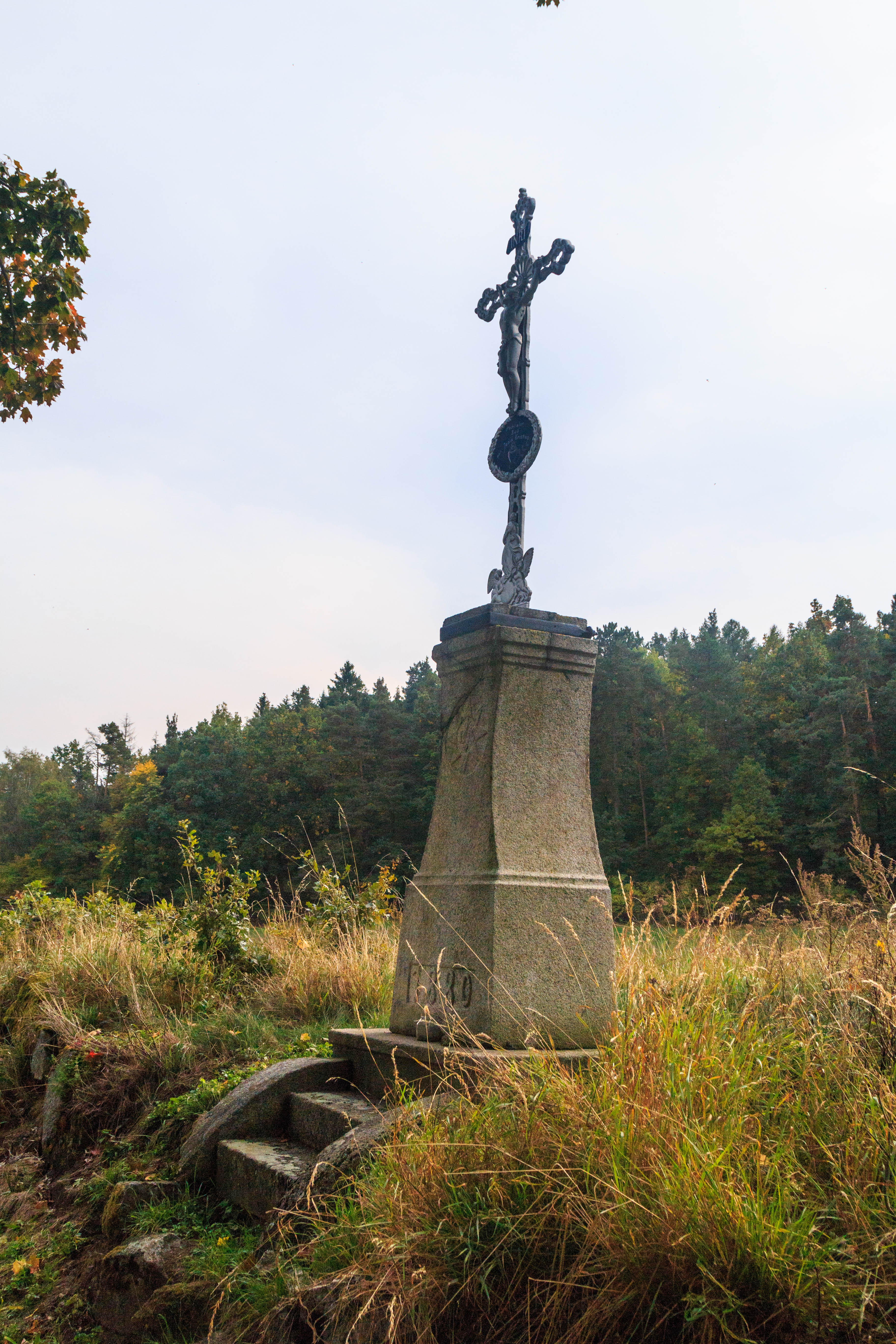
kříž u Milčic při příjezdu od Záboří
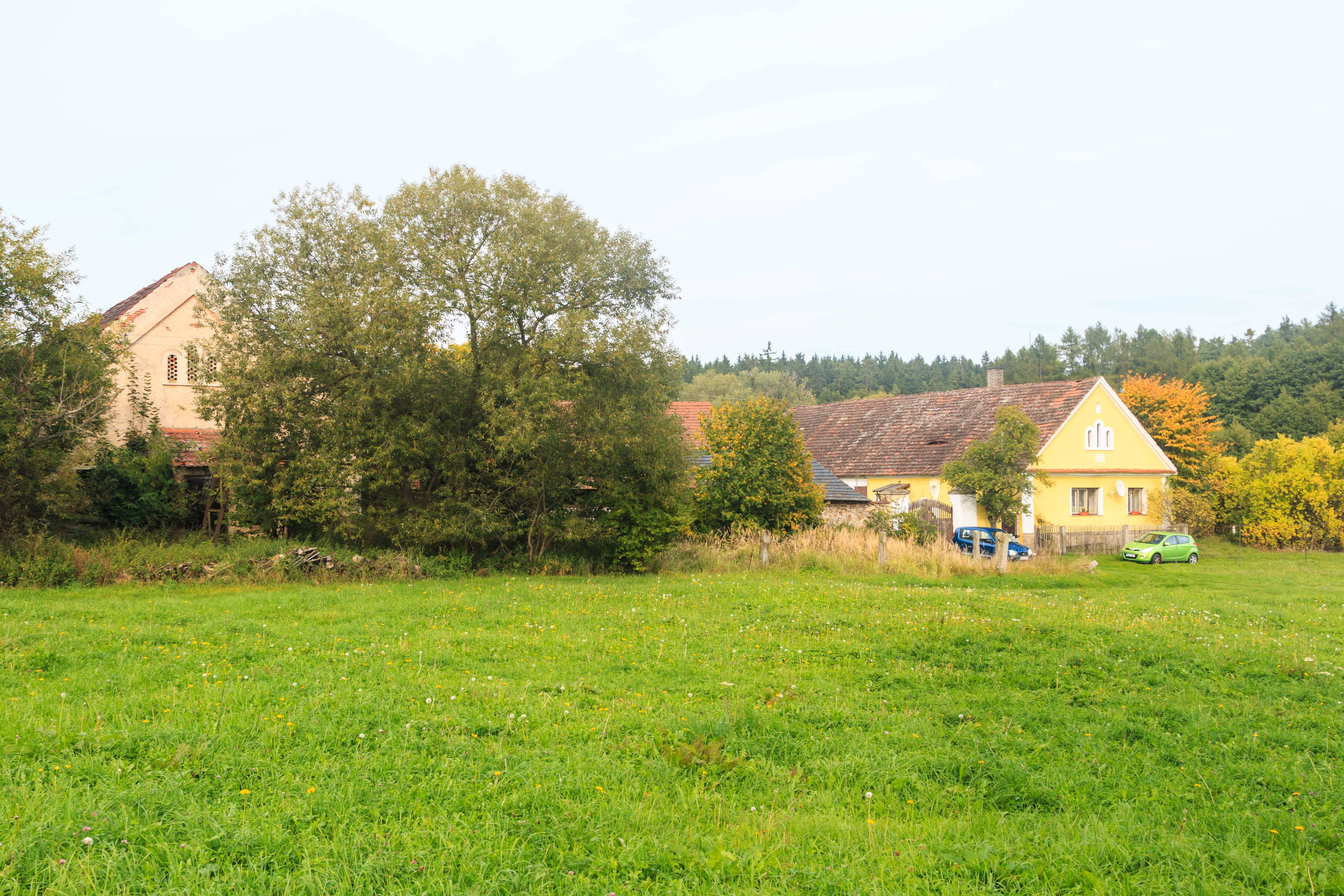
Milčice u Čekanic - čp. 13
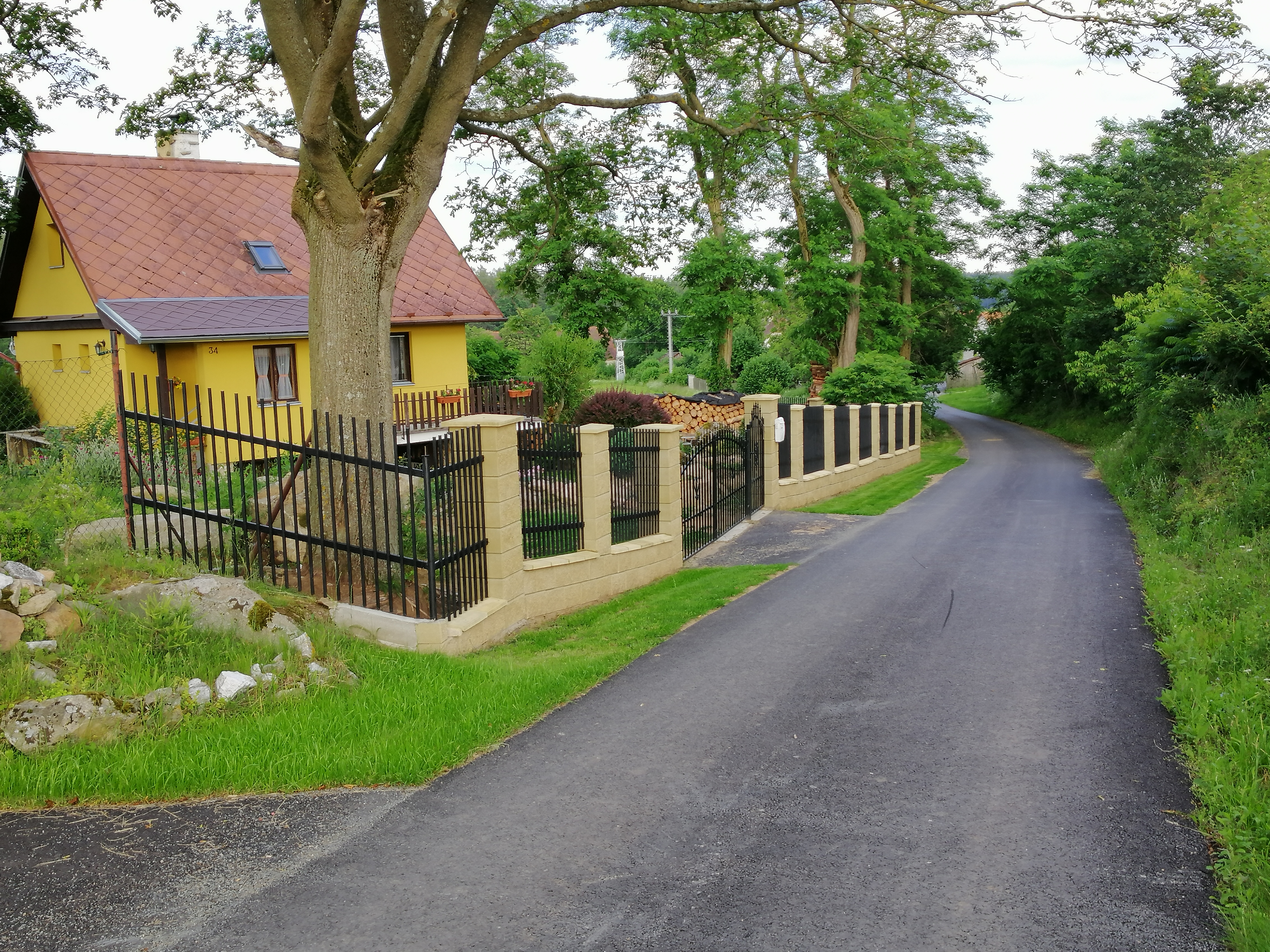
Milčice u Čekanic č.p. 34 v roce 2020